# Karl Schweisfurth (Unternehmer, 1959)
 Karl Schweisfurth (* 12. August 1959 in München) ist ein deutscher Unternehmer im Bereich ökologischer Lebensmittel. 

## Werdegang
Karl Schweisfurth ist der Sohn von Karl Ludwig Schweisfurth und der Zwillingsbruder von Georg Schweisfurth. Sein Vater war Inhaber des Fleischwaren-Unternehmens Herta. Schon früh verfolgte er viele Entwicklungen mit und arbeitete als Schüler im Unternehmen. Als junger Erwachsener lehnte er jedoch die Größe des Unternehmens ab und wollte es nicht weiterführen.
Von 1979 bis 1981 machte er nach dem Abitur eine landwirtschaftliche Lehre auf einem landwirtschaftlichen Familienbetrieb in Landstuhl in Rheinlandpfalz und auf dem Limburger Hof, dem Versuchsgut der BASF in Ludwigshafen. Von 1981 bis 1987 folgte ein Studium der Agrarwissenschaften mit Schwerpunkt Pflanzenbau und Agrargeschichte an der Universität Hohenheim.  
Parallel dazu studierte Schweisfurth Pädagogik mit dem Ziel, zusammen mit seiner Frau, die Gymnasiallehrerin für Deutsch und Geschichte ist, eine landwirtschaftlich orientierte Schule oder ein Landschulheim aufzubauen. Danach kam die Anfrage seines Vaters, ihm beim Aufbau und der Weiterentwicklung der Herrmannsdorfer Landwerkstätten in Glonn zu helfen, die er nach dem Verkauf der Firma Herta 1986 gegründet hatte. 
Von 1994 bis 1996 folgte ein Studium der Betriebswirtschaft an der Hochschule St. Gallen in der Schweiz, begleitet von der Assistenz der Geschäftsleitung in verschiedenen Lebensmittelunternehmen wie Tegut in Fulda, Stastnik bei Wien, Molkerei Söbbeke (Gronau) und andere.  
1996 übernahm er der Geschäftsführung der Herrmannsdorfer Landwerkstätten. Das Unternehmen war noch in der Aufbauphase und musste die Wirtschaftlichkeit sicherstellen.

## Mitgliedschaften
- 2002–2005: Gründungsmitglied und Vorstandsmitglied der Assoziation ökologischer Lebensmittelhersteller (AOEL), einem neuen Fachverband der Hersteller Ökologischer Lebensmittel